# Arouna Koné
Arouna Koné (nascut a Ányama l'11 de novembre de 1983) és un futbolista professional ivorià que juga de davanter a l'Everton FC.